# The Open Championship 1994
De 123e editie van het Brits Open werd van donderdag 14 tot en met zondag 17 juli 1993 gespeeld op de Turnberry Golf Club in Schotland.
Er deden elf voormalige winnaars mee: Severiano Ballesteros (1979, 1984, 1988), Mark Calcavecchia (1989), Nick Faldo (1987), Sandy Lyle (1985), Greg Norman (1986) en Tom Watson (1975, 1977, 1980, 1982, 1983) haalden de cut, Ian Baker-Finch (1991), Bob Charles (1963),  Jack Nicklaus (1966, 1970, 1978), Gary Player (1959, 1968, 1974) en Lee Trevino (1971, 1972) kwalificeerden zich niet voor het weekend.
Na de eerste ronde stond Greg Turner met 65 aan de leiding, hetgeen opvallend was, want het was zijn zesde deelname, en hij had pas twee keer de cut gehaald. Jonathan Lomas, die voor het eerst meedeed, maakte een ronde van 68 en stond op de 2de plaats. De debutant eindigde zondag op de 11de plaats.
Tom Watson ging na ronde 2 aan de leiding, maar zakte daarna weg uit de top-10.
Winnaar werd Nick Price uit Zimbabwe. Een maand later won hij voor de tweede keer het PGA Championship, wat geldt als een van de vier " Majors ".

## Top-10
| Nr | Speler            | Score           | Score | Prijs (£) |
| -- | ----------------- | --------------- | ----- | --------- |
| 1  | Nick Price        | 69-66-67-66=268 | –12   | 110.000   |
| 2  | Jesper Parnevik   | 68-66-68-67=269 | –11   | 88.000    |
| 3  | Fuzzy Zoeller     | 71-66-64-70=271 | –9    | 74.000    |
| T4 | Anders Forsbrand  | 72-71-66-64=273 | –7    | 50.667    |
| T4 | Mark James        | 72-67-66-68=273 | –7    | 50.667    |
| T4 | David Feherty     | 68-69-66-70=273 | –7    | 50.667    |
| 7  | Brad Faxon        | 69-65-67-73=274 | –6    | 36.000    |
| T8 | Nick Faldo        | 75-66-70-64=275 | –5    | 30.000    |
| T8 | Tom Kite          | 71-69-66-69=275 | –5    | 30.000    |
| T8 | Colin Montgomerie | 72-69-65-69=275 | –5    | 30.000    |

Vanaf 1970:
1970 ·
1971 ·
1972 ·
1973 ·
1974 ·
1975 ·
1976 ·
1977 ·
1978 ·
1979 ·
1980 ·
1981 ·
1982 ·
1983 ·
1984 ·
1985 ·
1986 ·
1987 ·
1988 ·
1989 ·
1990 ·
1991 ·
1992 ·
1993 ·
1994 ·
1995 ·
1996 ·
1997 ·
1998 ·
1999 ·
2000 ·
2001 ·
2002 ·
2003 ·
2004 ·
2005 ·
2006 ·
2007 ·
2008 ·
2009 ·
2010 ·
2011 ·
2012 ·
2013 ·
2014 ·
2015 ·
2016 ·
2017 ·
2018 ·
2019 ·
2020